# 孤岛时期
孤岛时期，指的是抗日战争1937年11月12日上海沦陷，因上海市中心为公共租界中区、西区（时因公共租界北区、东区工部局已无力管辖，但不算做沦陷区）和上海法租界，而日本因未準備好和歐美各國開戰，所以日军尚未能进入，若進入即視為戰爭行為，因而形成四周都为沦陷区所包围的情形，形似“孤岛”。这种局面一直维持到1941年12月8日日军发动太平洋战争、以及1943年交還所有租界以前。在此期间，由于公共租界中区、西区以及法租界进入大量资本和人口，所以形成了一段被史学家称为“畸形繁荣”的时期。

## 孤岛的形成
1937年8月13日，日军开始进攻上海，淞沪会战打响；经过3个月的拉锯战斗后，最后一批国民革命军部隊于11月12日撤出上海。自此至1941年底太平洋战争爆发前的4年中，公共租界苏州河以南区域和法租界成为被日本汪精衛政權势力包围的“孤岛”。两个租界内仍由工部局及公董局进行管理，因而与沦陷区及正在进行战争的内陆相比，租界内的形势相对比较稳定。雖然日軍在城外但礙於國際法理也只能乾瞪眼，上海的对内、对外交通、贸易完全自由，使经济上出现畸形的繁荣。
到1937年底，公共租界可以开工的工厂只有400多家；到1938年底已达4,709家，一年增加10倍以上。进出口商行从1937年的213户增加到1941年的613户，全国的轻工业产品绝大多数从上海口岸输出。商业总户数、营业额和利润也都成倍增长，金融业、房地产业、交通运输业、营造业无不迅速发展。但是，孤岛的上海并没有完全的安全，例如：1937年12月3日，日军以“爱马日”为由，集合日本士兵、侨民等六百余人，携带轻重武器、一度进入租界举行游行活动。当然，中国民众也借由“孤岛”的特殊地位，展开各种对敌抗争活动。文化上也保持一定不受干預，因此形成具有浓厚抗日救亡气息的“孤岛文学”等奇異的面貌。

## 孤岛时期经济
自1937年8月，战事爆发以后，上海全市的交通、工商业几近瘫痪。政治军事上，只有两大租界尚且保持暂时的稳定和和平。因此大部分工厂开始在租界内恢复生产，这一数字在1938年年底是将近4,700多家，是战前的两倍以上。到1939年，全市新设工厂1,705家，其中以江南传统的纺织业恢复最快。根据当时上海布厂同业公会的统计显示，到1939年，全市新设纺织行业的工厂、作坊达823家，新增机器2.32万台，每月可产棉布142万匹。
而在其他方面，例如交通方面，就在1937年，淞沪战场的战事刚刚结束，往来欧美的定期航班已经相继恢复。到第二年10月左右，原先受战争影响的水路交通已基本恢复，上海随即恢复了全国贸易中心的地位。在进口方面，1937年的进口总值为5.08亿元，1938年因战争降至3.76亿元，但随即大幅度回升，其后三年个年度裡分别达到破纪录的14亿元、29.76亿元和34.1亿元；出口方面也和进口方面一样，突破战前水平。同时，还有外商在沪投资的不断攀升。到太平洋战争之前，仅英美两国在上海的投资就占到在华投资总额的72.6%和64.9%。
在百货业，由于交通恢复、各地的富豪都離開了內陸前線，分别到上海暫居避难，使得上海市场呈现出异常的繁荣。全市的零售业比战前增加了1倍，几乎天天顾客盈门。而沪上六大百货公司亦空前的繁荣，最著名的上海永安公司在1939年前后，日营业额平均百万元以上，每个职工平均一天接待顾客达五六十人。到1941年，永安的营业额比1938年翻了将近五倍，利润额激增11倍。

## 孤岛文学
由于1937年11月12日上海沦陷，租界成为“孤岛”后，文化事业也呈现畸形的繁荣。沪剧、滑稽戏纷纷在这一时期初步定型，并且由此风靡申城。除了戏剧界以外，文学界在此时也形成了一种独特的风格，日后誉为“抗战时期的文化堡垒”之称的“孤岛文学”。日后成为沪上大报的《文汇报》亦在此时创刊。
当年，由欧阳予倩团结一批平剧界的爱国艺人，组成“中华剧团”，到年底，先后演出《渔夫恨》、《梁红玉》、《新玉堂春》和《桃花扇》等新平（京）剧。
1938年9月8日，周信芳领导的移风剧社经整顿后，再次在卡尔登戏院公演《徽钦二帝》。前后4年，移风剧社演出了大量具有爱国精神的新编京剧或传统剧目，其中有《亡蜀鉴》、《明末遗恨》、《洪承畴》、《四进士》等剧。
自然因為這些反動題材，该社屡遭日伪的恫吓和骚扰，民国31年被迫解散。9月12日，姚水娟在天香戏院演出由樊篱编写的越剧《花木兰》，英文《大陆报》为此发表评论。这是外文报纸首次介绍中国地方戏曲。11月5日部分留在“孤岛”的文艺界人士创办的中法剧艺学校成立。
1939年8月6日，上海剧艺社正式改为职业剧团，在璇宫剧场（今延安东路浦东大楼内）公演。首演剧目是于伶编剧、朱端钧导演的《夜上海》，之后又陆续演出《赛金花》、《武则天》、《葛嫩娘》等剧目。12月上海戏剧学校成立，律师陈承荫任校长，提倡整理中国传统戏曲，培养京剧人才。是年中国乐会成立，卫仲乐任会长。民国30年乐会创建为中国管弦乐团。
1941年1月9日，上海沪剧社在皇后剧院演出由戈戈根据美国同名电影《魂断蓝桥》改编的沪剧，申曲自此开始改称沪剧。9月黄佐临、吴仞之、英子、张伐、石挥、黄宗江等组成“上海职业剧团”，10月在卡尔登戏院公演话剧《蜕变》，被公共租界当局勒令停演。18日，剧团又上演《阿Q正传》。12月7日，在日军进入租界苏州河以南区域的当天，剧团宣布解散。

## 英国撤出驻军
1937年八一三事变爆发，英国从英屬香港调兵增援上海，保卫公共租界。1939年9月二战爆发，英國向德國宣战后，英国撤出天津驻军，仍保留上海驻军。1940年意大利对英法宣战后，英国被迫撤出全部在华驻军（除了香港），導致租界門戶洞開，處於無防可守隨時可能淪陷的狀態。

## 孤岛的结束
1941年12月7日，日军偷襲珍珠港，太平洋战争爆发，日本正式向英國與美國宣战；当日，日军随即进驻上海租界苏州河以南区域，但日軍還沒有佔領意大利界區及維希法國的上海法租界，兩個日本盟友的租界到1943年才正式被收回，孤岛时期基本上部分结束，而在租界全數交還中華民國（偽）後，上海全市至此全部沦陷於日本。